# Escou (rivière)
Pour les articles homonymes, voir Escou.
L'Escou  est un affluent droit du gave d'Oloron, confluant au nord d'Oloron-Sainte-Marie.

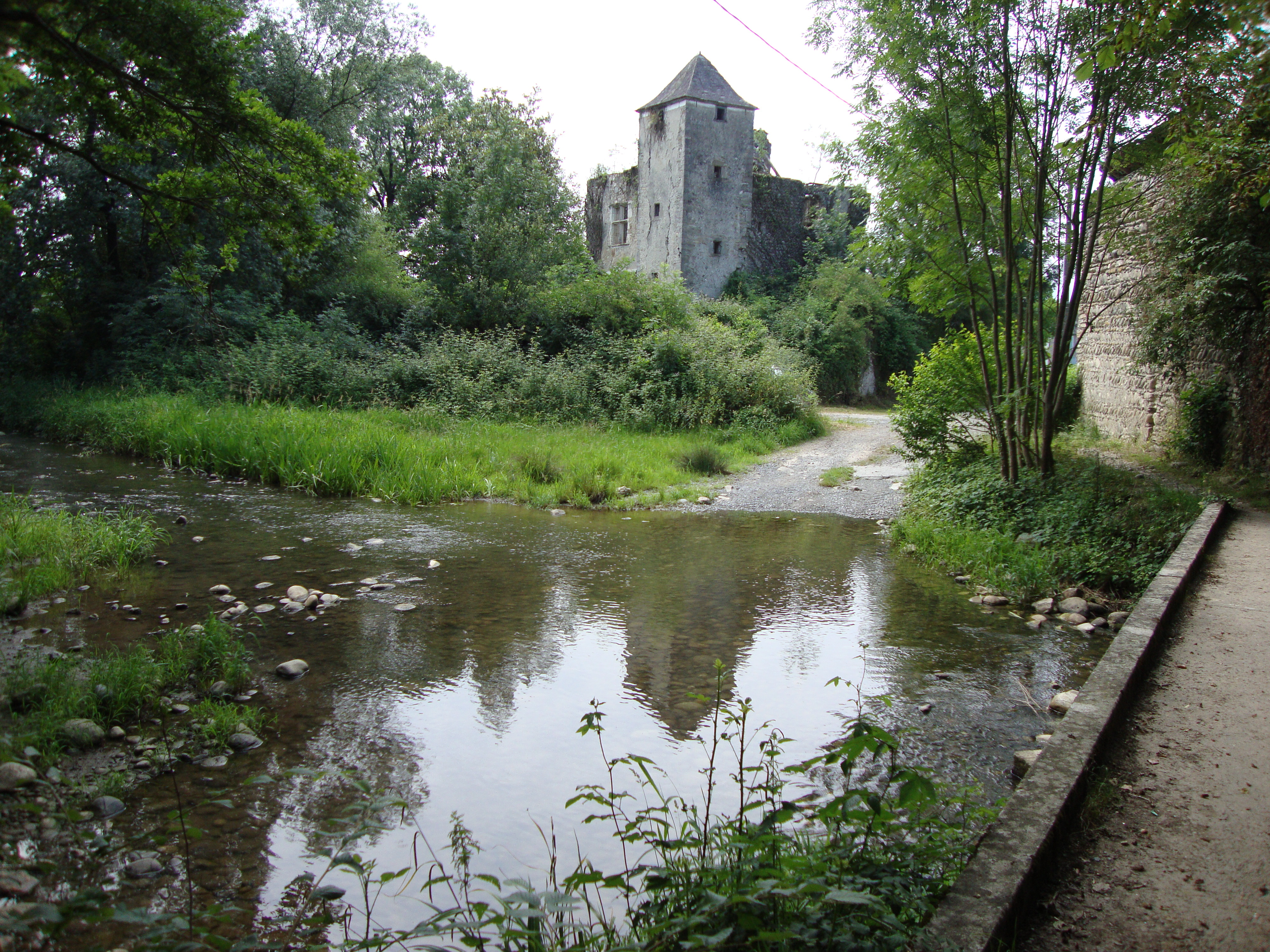
L'Escou au pied du château de Précilhon

## Géographie
De 16,9 km de longueur, l'Escou naît dans les landes au nord de Buzy et s'écoule au nord-ouest, longeant au nord le gave d'Ossau, pour rejoindre le gave d'Oloron au nord de l'agglomération d'Oloron-Sainte-Marie.

## Étymologie
La rivière a manifestement le même nom que le village d'Escou.
L'étymologie est discutée entre les partisans d'un thème hydronymique aquitanique *ezkur, et les tenants d'une étymologie latine par excurrĕre 'sortir en courant'.

## Hydronymie
L'hydronyme Escou apparaît sous la forme
l'aigue aperade l'Esco (1434, notaires d'Oloron).

## Département et communes traversés
- Pyrénées-Atlantiques : Escou, Escout, Précilhon, Goès.

## Principaux affluents
- (G) l'Arriu Gaston, de Buzy, Buziet et Ogeu-les-Bains.